# Disk-džokej
Disk-džokej (eng. disc jockey), poznat i po skraćenici DJ ili deejay, osoba zadužena za puštanje glazbe u klubovima, na modnim revijama, radiju i zabavama uz glazbenu kulisu. U početku se glazba puštala s gramofonske ploče (vinila), a danas se uz ploče sve više koriste digitalni formati.
Za disk-džokeja koji radi na radiju često se koristi pojam radio-džokej, dok je za televizijske čest izraz video jockey (VJ).
Prvi put se pojavljuju kao zabavljači publike za vrijeme Drugog svjetskog rata (1939. – 1945.), kada su bili zaduženi za zabavu vojnih postrojbi. Početkom 1950-ih godina pojavile su se prve singlice, odnosno 45 RPM (rounds per minute, mjera za brzinu gramofonskih ploča) 7-inčne gramofonske ploče, koje su potakle razvoj i popularnosti gramofonske, a time i glazbene industrije. U posljednjih nekoliko ddesetljeća, DJ-evi su postali pojam koji se veže uz digitalnu glazbu, s obzirom na to da su upravo oni najzaslužniji za njenu svjetsku popularizaciju. 
Pioniri digitalne glazbe još uvijek najviše cijene gramofonske ploče, koje su analogni nosači zvuka. Stari 12-inčni maksi singlovi još su uvijek prvi, a većini kvalitetnih DJ-a i jedini izbor nosača zvuka s kojih puštaju glazbu. S druge strane, digitalna glazba otvara i jednu novu dimenziju posla DJ-a.
Neki od najpoznatijih svjetskih DJ-eva su David Guetta, Alan Walker, Marshmello, Calvin Harris, DJ Snake, The Chainsmokers, Dr. Dre i Armin van Buuren.

## Oprema

### DJ-ev komplet
DJ-ev komplet je pripremljeni materijal koji će DJ puštati. Odnosi se na gramofonske ploče i CD-ove koje će DJ puštati.

### DJ-ev pult
Za puštanje glazbe koristi se tzv. DJ mikseta, uređaj pomoću kojeg se stvara glazbeni ugođaj.

## Filmografija
- Speaking in Code (2009.) — američki dokumentarni film o techno umjetnicima Modeselektoru, Braći Wighnomy, Philipu Sherburneu, Monolakeu i Davidu Dayju
- Berlin Calling (2008.) — njemački igrani film o DJ-u i skladatelju Ickarusu (Paul Kalkbrennera) koji se bori protiv zlouporabe droga
- Kvadrat (2013.) — francusko-ruski dokumentarni dugometražni film koji istražuje realnost techno DJ-inga na primjeru ruskog DJ-a Andreya Pushkareva

## Vanjske poveznice
- Disk-jockey – Hrvatska enciklopedija
- Tko su najbolji i najutjecajniji DJ-evi na svijetu? – klubikon.com